# Chelyocarpus ulei
Chelyocarpus ulei là loài thực vật có hoa thuộc họ Arecaceae. Loài này được Dammer mô tả khoa học đầu tiên năm 1920.

## Hình ảnh

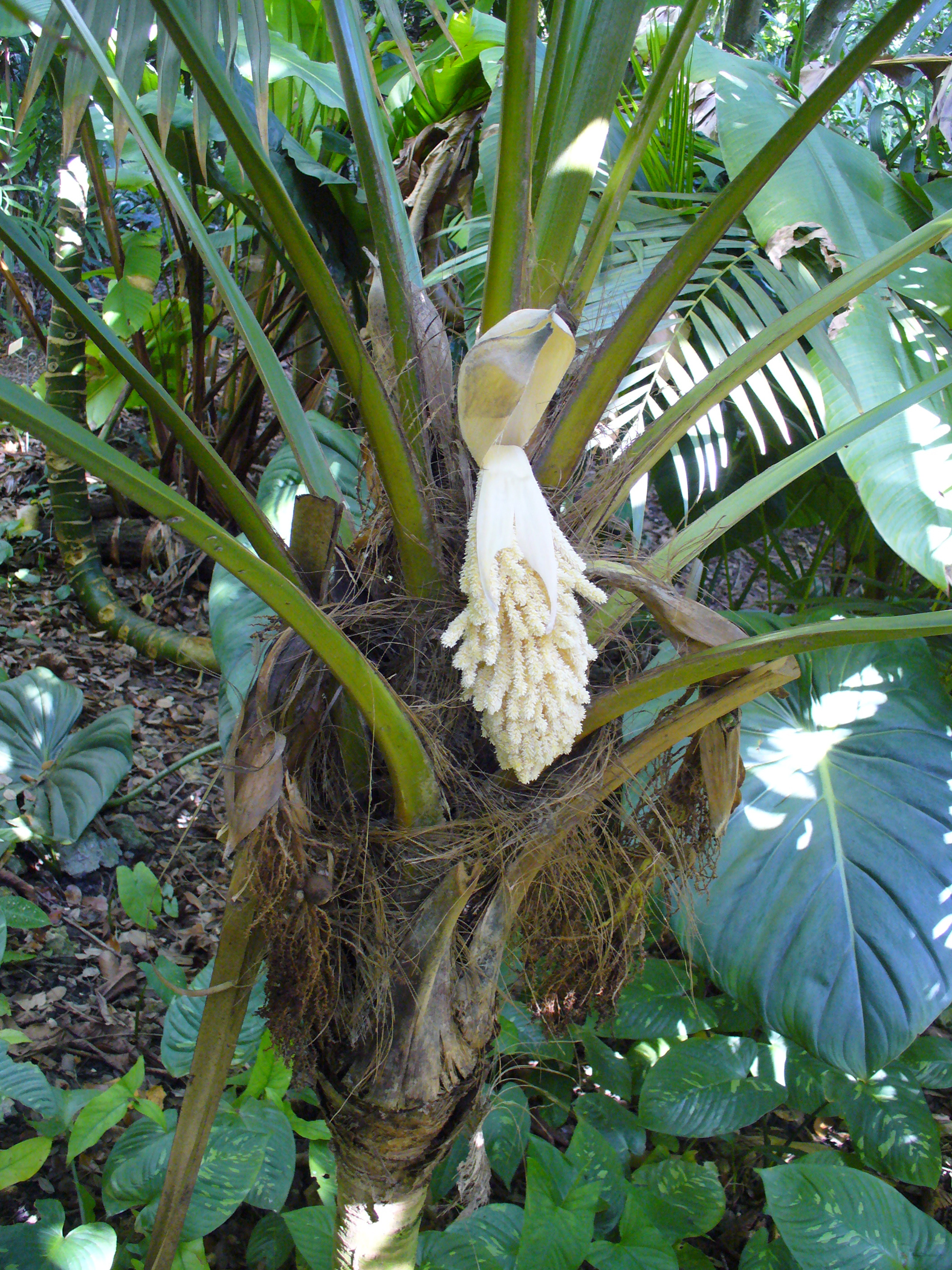